# Анчийский Спас

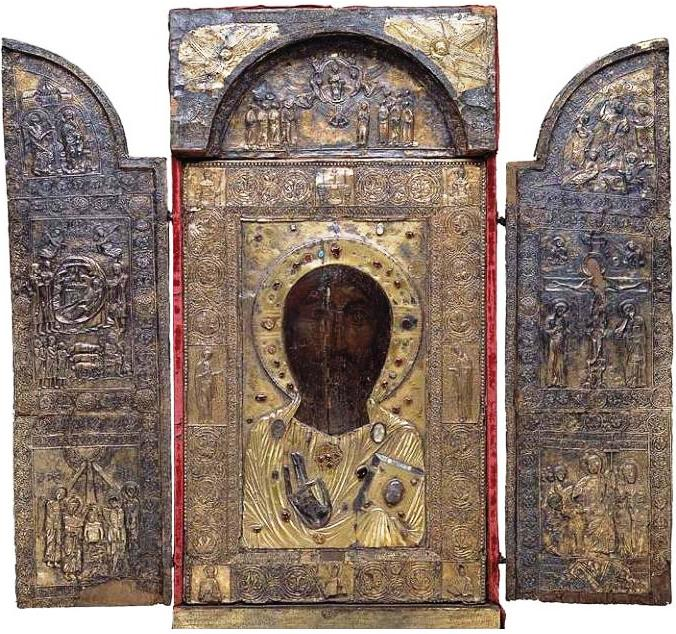
Анчийский Спас (Художественный музей Грузии, Тбилиси)

Анчийский Спас, известная в Грузии как Анчисхати (груз. ანჩისხატი) — средновиковая грузинская энкаустическая икона, традиционно считавшуюся Керамидионом — «священной плиткой», на которой изображено лицо Иисуса Христа, чудесным образом перенесенное при контакте с Образом Едессы (Мандильоном). Датирована VI-VII веками, она была покрыта кованой серебряной окладом и частично перекрашена в последующие века. Название икона получила от грузинского монастыря Анча, который находится в ныне турецкой территории, и была перевезена в Тбилиси в 1664 году. В настоящее время икона хранится в Государственном музее искусств Грузии в Тбилиси.

## История
Средневековые грузинские источники идентифицируют Анчисхати с Керамидионом, «священной плиткой», на которой изображено лицо Христа, чудесным образом перенесенное при контакте с Мандильоном. По словам грузинского гимнографа Иоанна, епископа Анчи (первая половина XII века), икона была принесена в Грузию апостолом Андреем из Иерапольа. В XVIII веке на иконе появилась надпись, ассоциирующая Анчисхати с Образом Едессы, «нерукотворный», которая была привезена в кафедральный собор Анча в грузинском княжестве Кларджети, чтобы сохранить её от иконоборческой кампании византийского императора Льва III Исавра.
После завоевания Османской империей грузинского княжества Самцхе-Саатабаго, в которое входила Кларджети, в XVI веке христианство переживало спад. В 1664 году купец Амирджан Иевангулишвили привез икону Анча в Тбилиси, где её приобрел грузинский католикос Доментий III за 2 000 серебряных монет для новоотреставрированной церкви Рождества Богородицы в Тбилиси, известной теперь как церковь Анчисхати. Икона оставалась одним из наиболее почитаемых святынь грузинского христианства до времени советского захвата Грузии, когда её перевезли в Государственном музее искусств Грузии в 1920-х годах. Церковь Анчисхати была закрыта и была открыта только в последние годы Советского Союза в 1980-х годах. С тех пор со стороны православных христиан постоянно поступали призывы вернуть икону на владения церкви.

## Описание

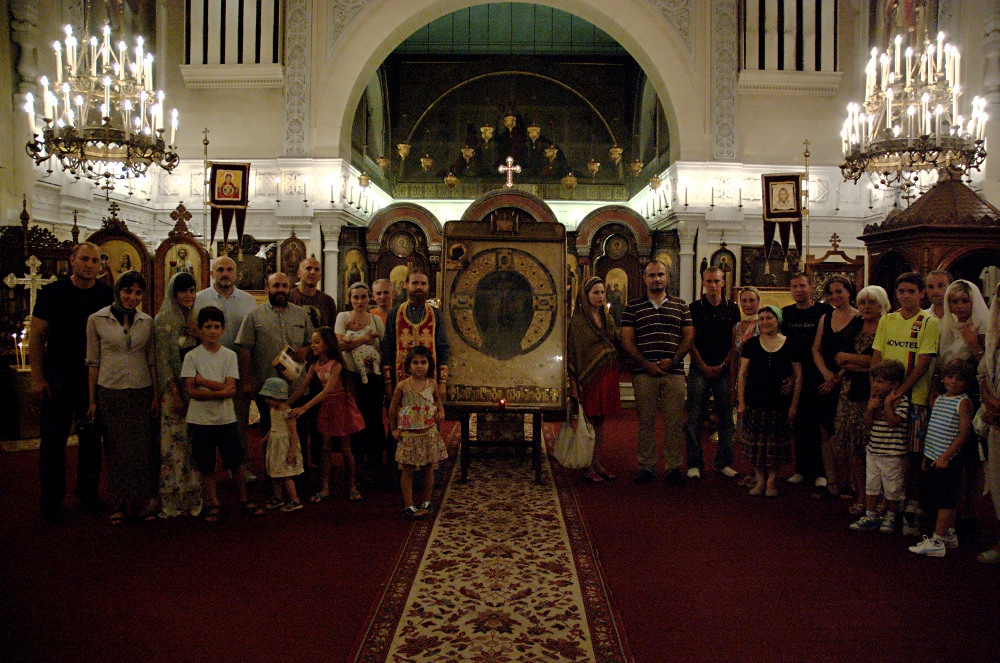
Копия иконы в Восточно-Православной церкви в 2010 году.

Икона Спасителя Анча —это энкаустическая икона VI—VII веков, как было установлено после подробного анализа художником искусства Шалвой Амиранашвили в 1920-х годах. К концу XII века икону покрыли золочеными зарубками, которые выполнил грузинский мастер Бека Опизари по поручению епископа Анчи Иоанна Ркинаели и грузинской царицы Тамар. В начале XIV века икону переделали в триптих за счет царствующих князей Самцхе-Саатабаго, из дома Джакели. Зарубки несколько раз меняли и дополняли различными надписями, которые относятся к XII, XIV, XVI и XVIII векам. Зарубки боковых створок XIV и XVII веков изображают 12 сцен из Нового Завета, от Благовещения до Вознесение Господне.
Икона (105X71X4,6 см без киота, коробки для иконы) вставлена в центральную панель триптиха так, что видно только лицо Спасителя. Серебряные зарубки, перекованные в 1825 году, изображают Спас Вседержитель, в то время как оригинальная энкаустическая живопись показывает бюст Иисуса. Рамка центральной панели украшена работой Бека Описари, великого момента средневекового грузинского искусства. В углах рамки можно увидеть две симметрично расположенные стоящие фигуры Иоанна Крестителя и Марии, в сочетании с иконой Иисуса, создающие сцену деисус. В углах рамки также изображены архангелы Михаил и Гавриил, апостолы Пётр и Иоанн.